# Esben Lunde Larsen
Pour les articles homonymes, voir Larsen.
Esben Lunde Larsen, né le 14 octobre 1983 à Stauning (Danemark), est un homme politique danois, membre du parti Venstre. Il est ministre de l'Enseignement supérieur et de la Recherche de 2015 à 2016, puis de l'Environnement et de l'Alimentation entre 2016 et 2018, dans les gouvernements de Lars Løkke Rasmussen.

## Biographie
De 2001 à 2007, Esben Lunde Larsen est employé politique pour le groupe parlementaire du parti Venstre.
Engagé au sein du parti Venstre, Esben Lunde Larsen est élu au conseil municipal de Ringkøbing-Skjern de 2006 à 2013, où il exerce la fonction d'adjoint au maire à partir de 2009.
Il est diplômé d'un master en théologie de l'université de Copenhague en 2008.
Il est élu au Folketing pour la première fois lors des élections législatives de 2011. Durant son premier mandat, il siège au sein de la direction de son groupe parlementaire, et exerce un rôle de porte-parole pour son parti sur les questions d'enseignement supérieur et de recherche.
Il remporte un second mandat lors des élections de 2015. Le 28 juin 2015, il est nommé ministre de l'Enseignement supérieur et de la Recherche dans le gouvernement composé par Lars Løkke Rasmussen à l'issue du scrutin.
Le 29 février 2016, il est nommé au poste de  ministre de l'Environnement et de l'Alimentation. Il est maintenu dans cette fonction dans le gouvernement Lars Løkke Rasmussen III, formé en novembre 2016 après un accord de coalition avec le Parti populaire conservateur et l'Alliance libérale.
En mai 2018, il annonce quitter le gouvernement et ne pas se représenter aux élections législatives de 2019, tout en voulant siéger au Folketing jusqu'au terme de son mandat. Il annonce finalement en juillet 2018 qu'il quittera le Parlement de manière anticipée pour travailler au sein d'un think tank américain.

## liens externes
- Ressource relative à la vie publique :   - Assemblée parlementaire du Conseil de l'Europe
- Notice dans un dictionnaire ou une encyclopédie généraliste :   - Den Store Danske Encyklopædi
- Notices d'autorité :   - VIAF
  - ISNI
  - LCCN
  - WorldCat